# Leptodermis
Leptodermis är ett släkte av måreväxter. Leptodermis ingår i familjen måreväxter.

## Dottertaxa tillLeptodermis, i alfabetisk ordning[1]
- Leptodermis amoena
- Leptodermis beichuanensis
- Leptodermis brevisepala
- Leptodermis buxifolia
- Leptodermis crassifolia
- Leptodermis dielsiana
- Leptodermis diffusa
- Leptodermis forrestii
- Leptodermis glomerata
- Leptodermis gracilis
- Leptodermis griffithii
- Leptodermis handeliana
- Leptodermis hirsutiflora
- Leptodermis kumaonensis
- Leptodermis lanata
- Leptodermis lanceolata
- Leptodermis lecomtei
- Leptodermis limprichtii
- Leptodermis ludlowii
- Leptodermis oblonga
- Leptodermis ordosica
- Leptodermis ovata
- Leptodermis parkeri
- Leptodermis parvifolia
- Leptodermis pilosa
- Leptodermis potaninii
- Leptodermis pulchella
- Leptodermis pumila
- Leptodermis purdomii
- Leptodermis rehderiana
- Leptodermis riparia
- Leptodermis scabrida
- Leptodermis schneideri
- Leptodermis scissa
- Leptodermis stapfiana
- Leptodermis tomentella
- Leptodermis trifida
- Leptodermis umbellata
- Leptodermis wardii
- Leptodermis velutiniflora
- Leptodermis vestita
- Leptodermis wilsonii
- Leptodermis virgata
- Leptodermis xizangensis
- Leptodermis yui